# Holcocephala dimidiata
Holcocephala dimidiata är en tvåvingeart som beskrevs av Hermann 1924. Holcocephala dimidiata ingår i släktet Holcocephala och familjen rovflugor.
Artens utbredningsområde är Peru. Inga underarter finns listade i Catalogue of Life.